# ヒメノキシノブ
ヒメノキシノブ Lepisorus onoei はウラボシ科のシダ植物の1つ。ノキシノブに似ていて、より小型で葉先はあまり尖らない。

## 特徴
常緑性の草本で着生植物。根茎は細くて径1～1.5mmで、長く横に這い、表面には鱗片がやや密生している。鱗片は暗褐色で膜質で格子状、根茎に張り付いたようになっている。鱗片の長さは2.5～3mmで、形は披針形から線状披針形で、先端は尖るか突き出して尖っており、基部は円形から心形、縁には不規則な鋸歯がある。
葉は根茎上に間を開けて着く。葉柄は短くて葉身は長さ3～10cm、幅は広いところで2～5mm。葉身の形は線状だが葉幅が広いのは先端に近い部分にあり、先端は鈍く尖るか尖り、葉質は革質で葉脈は見えづらくなっており、また毛はない。胞子嚢群は葉裏の中肋と縁との中間の位置に並んでおり、数は数個程度である。

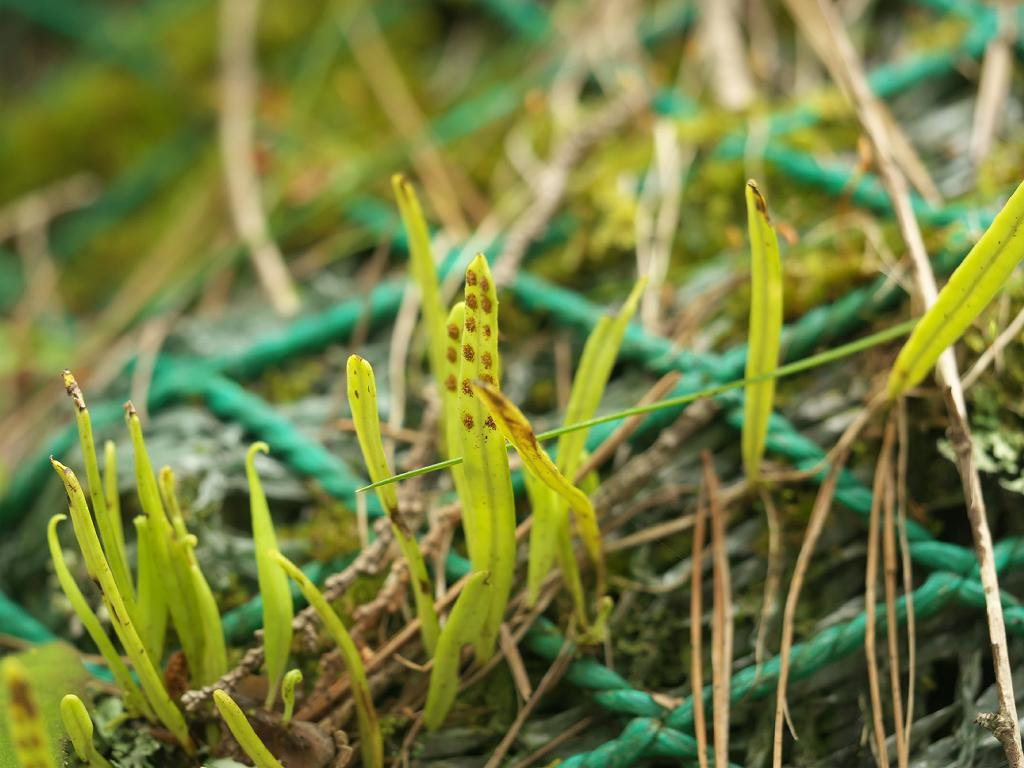
葉裏と胞子嚢群

## 分布と生育環境
日本では北海道の渡島半島、本州、四国、九州、それに琉球列島の徳之島以北に分布し、国外では朝鮮から知られる。分布の南限に当たる奄美群島のものはやや葉質が薄いなど形態的に多少異なるという。
山地の岩の上や樹幹に着生してみられる。やや明るい林の中で岩の上や樹幹に生える。

## 分類、類似種など
本種の属するノキシノブ属には世界で約810種、日本では13種が知られる。それらは何れも葉身は線状で葉裏に丸い胞子嚢群を左右1列に並べるというもので何れもよく似ている。もっとも普通に見られるのはノキシノブであるが、遙かに葉の長さも幅も大きく、また葉先が尖るので区別は容易である。また匍匐茎があまり横に伸びないので葉が束になって生じているように見える点も異なる。ただしこの種は様々な環境に出現することもあって変異が大きく、矮小な姿で出る場合もあるが、本種より根茎が太い(径2～3mm、本種では1mm程度）ことがよい判断ポイントとなる。
系統の分析から特に近縁とされているのはハチジョウウラボシ L. hachijoensis で、異なる点としては根茎がより太く（1.3～2mm、時に3mm近く）、また葉質がより厚手であることなどが挙げられる。この種は伊豆諸島の固有種であるが、本種床の種との境界については検討が必要とされている。同じく伊豆諸島から小笠原諸島に固有なものにホソバクリハラン L. boninensis があり、これは葉身が20～30cmにもなるもので、葉幅の狭いクリハラン、といった風な植物なので本種と比べると形態的な共通点はごく少ないが、分子系統の解析では本種とハチジョウウラボシにごく近いものとの判断が出ている。
またアシガラノキシノブと呼ばれるものは神奈川県足柄地方で発見されたもので、おそらく本種とノキシノブ L. thunbergianus の雑種とされており、本州と九州で報告されており、国外からは知られていない。

## 保護の状況
環境省のレッドデータブックには指定がないが、道府県別では秋田県、山形県と香川県で絶滅危惧I類、千葉県、石川県、島根県で絶滅危惧II類、北海道、岩手県と鹿児島県で準絶滅危惧の指定があり、福井県でも指定がある。